# Schoharie Reservoir
Schoharie Reservoir – zbiornik retencyjny w stanie Nowy Jork, w hrabstwach Schoharie, Delaware oraz Greene, część sieci wodociągowej miasta Nowy Jork, utworzony na rzece Schoharie Creek, oddany do użytku w 1926 r.
Powierzchnia zbiornika wynosi 1112 akrów (4,50 km2), maksymalna głębia to 36,6 m; średnia wynosi 17 m. Lustro wody położone jest 1131 stóp (345 m) n.p.m. Zbiornik mieści 17 600 000 galonów amerykańskich (67 000 m3) wody.
Ze zbiornika poprowadzony jest Shandaken Tunnel, który dalej łączy się z Esopus Creek, owa rzeka natomiast wpływa do Ashokan Reservoir.
Ponadto, rzeki uchodzące do zbiornika to: Manor Kill oraz Bear Kill.